# Nedda Guidi
Pour les articles homonymes, voir Guidi.
Nedda Guidi née en 1927 à Gubbio, morte à Rome en 2015, est une peintre, sculptrice et céramiste italienne. Elle fait partie de la Cooperativa Beato Angelico.

## Biographie
Née à Gubbio en 1927, Nedda Guidi est diplômée en philosophie à l'université d'Urbino. Elle se forme en autodidacte à la peinture. Elle apprend les techniques de la céramique dans les ateliers de Gualdo Tadino. Au milieu des années 1950, elle s'installe à Rome et ouvre son propre atelier de céramique. Dans les années 1950, elle complète sa formation au Centro Di Educazione Artistica Del Provveditorato Agli Studi de Rome. Elle réalise de minces feuilles en terre cuite émaillée. La série Moduli sont des œuvres en volume aux couleurs artificielles, à partir de formes élémentaires. Dans les années 1970, la série Sample est en terre cuite et en oxydes métalliques. Les Biennales de la sculpture de Gubbio de 1976 et 2016 lui sont consacrées.
En 1976, Suzanne Santorro, Carla Accardi, Nedda Guidi, Stephanie Oursler fondent la Cooperativa Beato Angelico, un espace consacré aux artistes femmes à Rome.
En 2018, la rétrospective La Possibile Unione retrace sa création et sa démarche artistique des années 1950 à 2015. C'est la première exposition qui montre également ses œuvres picturales.

## Expositions
- Fogli, Galleria Numero, Rome, 1964
- Quindici anni di ricerca in ceramica, Gubbio, 1976
- Nedda Guidi, sì ceramica, Rome, 1989
- Nedda Guidi : le terre e gli artifici, Roma, 1990
- Terra plasmata, Florence, 1994
- Musée de la céramique de Montelupo Fiorentino, 2013
- Nedda Guidi e Rosanna Lancia, Galleria Monserrato Arte ‘900, Rome, 2014
- La Possibile Unione, Rome, 2018